# García II. Galicijski
García II. († 22. ožujka 1090.) bio je kralj Galicije. Jedan od sinova Sanče Leonske i Ferdinanda I., García je dobio grofoviju Galiciju, koja je postala kraljevina. García je bio brat Alfonsa VI. Hrabrog, koji je postao kralj Leona kao očev najdraži sin. 
Galicija je imala mnogo problema, što je onemogućilo Garcíji da postane snažan monarh, a nestabilnost države iskoristio je Alfons Hrabri, koji se zanimao za Galiciju, izvršivši invaziju na Galiciju i Portugal. García je izgubio svoju kraljevinu zbog umiješanosti svog drugog brata, Sanča te je na kraju, nakon Sančove smrti, postao Alfonsov zarobljenik. 
1. ↑  Ferdinand (Fernando) bio je kastiljski grof koji se oženio Sančom te tako postao leonski kralj.